# Comté de Brown (Minnesota)
Pour les articles homonymes, voir Comté de Brown.
Le Comté de Brown est situé dans l'État du Minnesota, aux États-Unis. Il comptait 25 912 habitants en 2020. Son siège est New Ulm.

## Origines ancestrales
Les habitants du comtés se déclarent comme étant principalement d'origine :
 Allemande: 63,8 %
 Norvégienne: 13,1 %
 Irlandaise: 7 %
 Suédoise: 4,8 %
 Américaine: 4 %
 Anglaise: 3,1 %
 Mexicaine: 2,7 %
 Polonaise: 2 %
 Danoise: 1,9 %
Le comté de Brown est le comté à la plus forte proportion de personnes d'origine allemande de l'État et le 14e comté des États-Unis avec la plus forte proportion de personnes d'origine allemande.